# Zastava 101
Zastava Skala (Yugo Skala) - югославський сімейний автомобіль марки Zastava, що випускався з 15 жовтня 1971 по 2008 роки. Створено на основі італійського автомобіля Fiat 128.

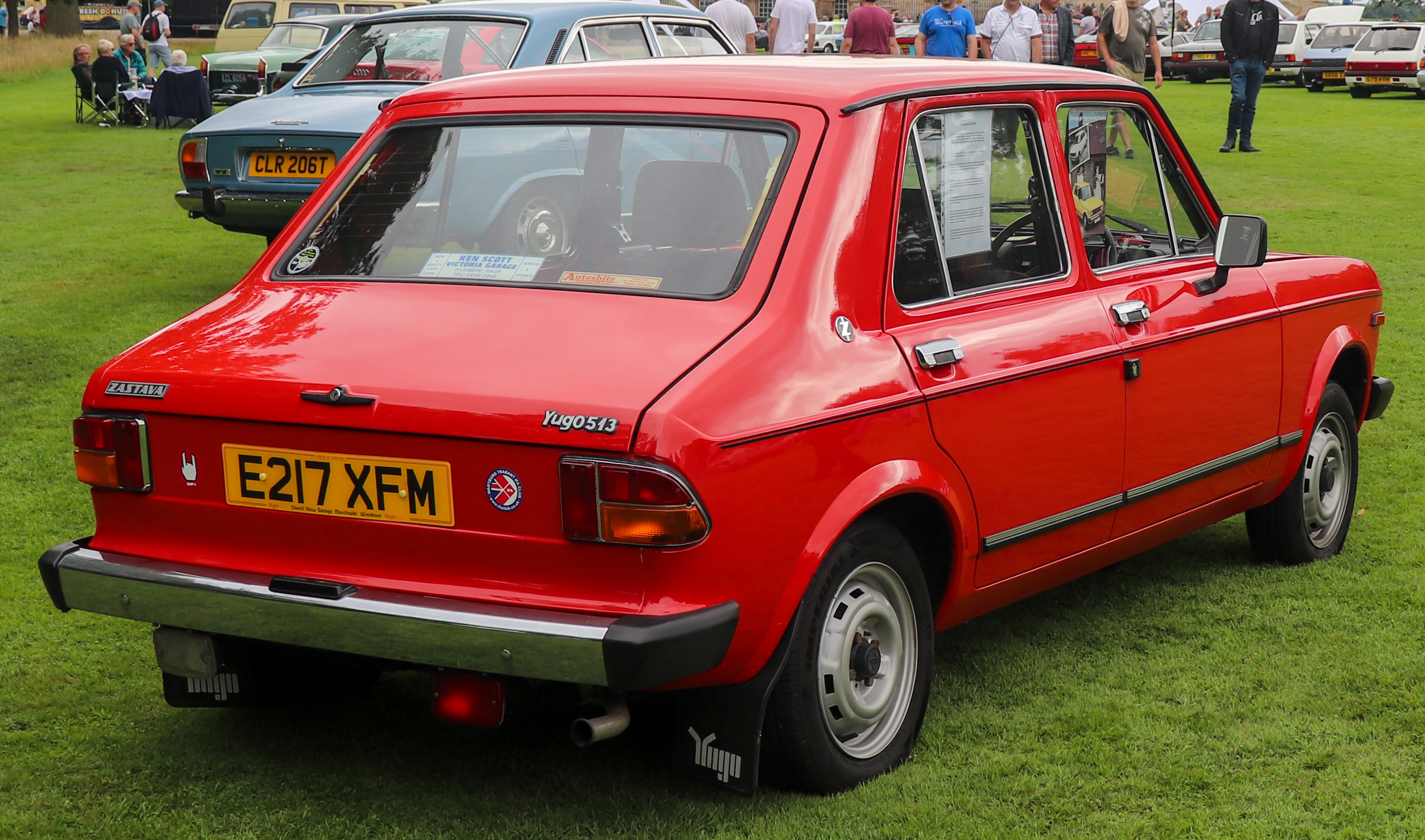
Zastava Yugo 513

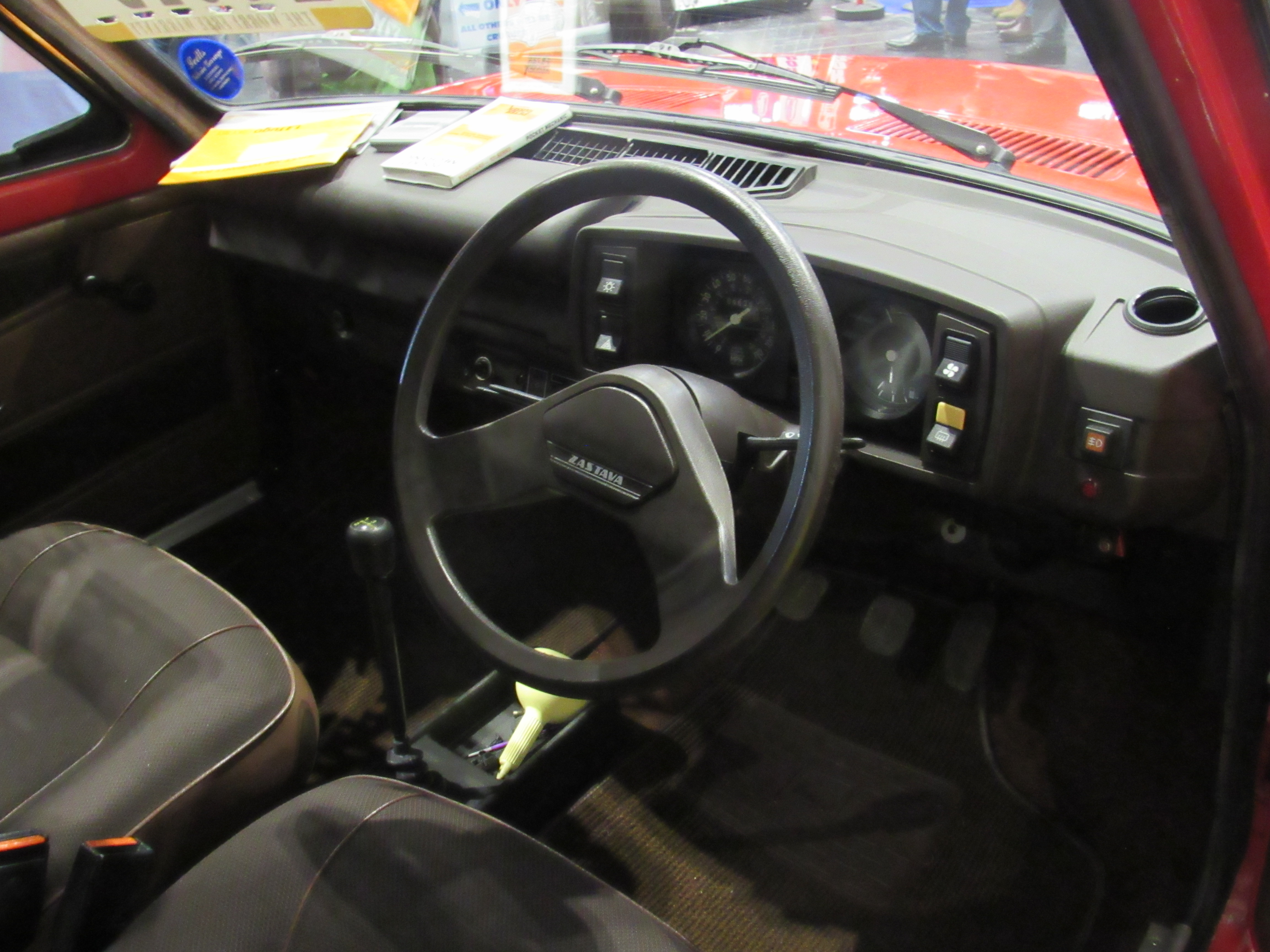

Спочатку автомобіль називався Zastava 128. На відміну від базової моделі, автомобіль Zastava Skala вироблявся з кузовом ліфтбек під назвами Zastava 101, Zastava 1100, Zastava 1300 та Zastava GTL.
На внутрішніх ринках автомобіль відомий під назвами Stojadin і Stoenka (Словенія). Перед закінченням виробництва вироблялася єдина модель Skala 55. Усього вироблено 1273532 автомобіля Zastava Skala.

## Двигуни
- 1.1 L SOHC I4
- 1.3 L SOHC I4